# Dia Europeu da Cultura Judaica

Carmen Heras, prefeita da cidade de
Cáceres e o membro de conselho da cidade para os assuntos do Turismo, Francisco Torres, durante a apresentação do X Dia Europeu da Cultura Judaica

O Dia Europeu da Cultura Judaica é celebrado em 30 países da Europa. O objetivo deste dia é organizar e difundir as atividades relacionadas com a cultura judaica ao público, com a intenção de que ela revele o património cultural e histórico do povo judeu. As atividades são coordenadas pela Associação Europeia para a Preservação e Promoção da Cultura Judaica e do Património (AEPJ), o Conselho Europeu de Comunidades Judaicas, B'nai B'rith Europa e da Rede de Judiarias em Espanha.

## História
A iniciativa começou em 1996 pela B'nai B'rith em Estrasburgo, na Alsácia em França, porque os turistas perguntaram como fazer para visitar os lugares da região que tinham herança judaica. No ano 2000, se criou uma parceria entre a B'nai B'rith, o Conselho Europeu de Comunidades Judaicas e a Rede de Judiarias em Espanha.

## Objectivo
O objetivo deste dia é promover e sensibilizar ao público da realidade da cultura judaica na sociedade dos países onde este evento tem lugar, como a cultura, tradição e da vida das comunidades que vivem no mesmo país ou cidade ajuda a conhecer o "outro", e assim, fortalecer a comunicação e o diálogo entre as culturas no país.

## Atividades
Este dia tém organizado exposições, concertos, painéis, palestras e excursões em muitos países europeus. Se fala de temas como os bairros judeus, a coexistência de culturas, exposições de escultura, pintura, impressão, música judaica e objetos religiosos.

## Datas da festa
- 1999: 5 de Setembro
- 2000: 6 de Setembro
- 2001: 6 de Setembro - "O judaísmo e as Artes" [5]
- 2002: 6 de Setembro - "Calendário judaico e as celebrações na arte, música i Gastronomia"
- 2003: 6 de Setembro - "Pessach"
- 2004: 6 de Setembro - "Judaísmo e Educação"
- 2005: 4 de Setembro - "A Herança de Cozinha Judaica"
- 2006: 6 de Setembro - "As Rotas Europeias do Património judaico"
- 2007: 8 de Setembro - "Testemunhos"
- 2008: 4 de Setembro - "Música judaica"
- 2009: 6 de Setembro - "Festas e tradições judaicas"
- 2014: 14 de Setembro - "A Mulher no Judaísmo"